# Norbert Barthelmess
Pour les articles homonymes, voir Barthelmess.
Norbert Barthelmess (19 février 1897 - 30 novembre 1987) est un espérantiste allemand.

## Biographie
Norbert Barthelmess nait le 19 février 1897 à Düsseldorf, en Allemagne.